# Равногорски покрет у окупираном Београду (1941—1944)
Као и Народно-ослободилачки (партизански) покрета отпора и равногорски покрет отпора (Југословенска војска у отаџбини) центар свог деловања базирао је на герилској борби из „шуме“ ван урбаних средина. Али Београд као највећи град и центар одакле крећу немачке операције је био од великог значаја као „очи и уши“ оба покрета отпора у Србији. Стога је највећи део активности овог покрета у окупираном Београду био базиран на обавештајном раду али и сакупљање и слању разних врста помоћи за равногорске јединице које су деловале ван урбаних средина.
На територији Београда ЈВуО (Равногорски покрет) је створила војно-цивилну организацију у којој су официри водили главну реч, али у којој су цивили били од пресудног значаја за функционисање исте. Организациони оквири мењали су се у складу са могућностима београдских равногораца да спроводе у дело наредбе своје Врховне Команде
Акције усмерене директно против окупационих снага, попут оних које су изводили припадници НОП-а, паљење аутомобила и гаража, постављање темпираних бомби, напади на немачке војнике, нису извођене због тешких одмазди над цивилним  становништвом које је окупатор извршавао, а  које нису могле да уздрмају немачки окупациони режим. У моралној вертикали подстицано је и деловање цивилног становништва које је вршило разне непослушности, кршило вербални деликт, чиме је ширен оптимизам и подриван тоталитарни режим окупатора. Као и НОП и београдски равногорци су успели су да изграде пропагандни апарат способан да припреми, штампа и дистрибуира илегалне публикације. Несумњиво кључ успеха лежао је у чињеници да су равногорци били дубоко инфилтрирани у колаборационистичку управу. Како се Други светски рат приближавао окончању, магацини, трезори и складишта која су била под контролом владе Милана Недића постајали су отворенији за овај покрет отпора. Атентати на припаднике колаборационистичког апарата који су били отворена претња раду равногорског покрета емитовали су снажну поруку – овако ће проћи сви који сарађују са окупатором против регуларне војске своје државе (ЈВуО). Најдиректнији допринос ратним савезничким напорима пружили су београдски равногорци прослеђивањем важних обавештајних извештаја на основу којих су вршене диверзије и стратегијско бомбардовање. Постоји одређена хипотеза  да је Команда Београда ЈВуО успела да до 1944. створи организацију која би у случају повлачења Немаца имала могућност да преузме овај град, мада су реалност на терену и редослед догађаја ову идеју потпуно онемогућили.
На разоткривању београдских равногораца највише су радили службеници Гестапоа, уз помоћ информатора, анонимних пријава и убачених агената успевали су да продру у организацију ЈВуО у Београду. Несумњиво је Гестапоу недостајала домаћа иницијатива коју службеници III одсека Специјалне полиције, услед благонаклоног односа према равногорској организацији, нису желели да пруже. Ухапшени припадници покрета отпора доживљавали су махом исту судбину без обзира којој су организацији припадали. И равногорци и комунисти подвргавани су психичкој и физичкој тортури током ислеђења и након окончања истраге, без обзира на идеолошко-политичку оријентацију, одвођени на стрељање или упућивани у логоре.

## Формирање и структура организације у Београду
Према сведочењу једног од четничких команданата, Звонимира Вучковића „кроз варош(Београд) су већ крајем маја кружили гласови“ о групи официра која се одметнула у шуму. У овом месецу направљени су и први кораци ка стварању Равногорске организације у Београду. Генералштабни мајор Жарко Тодоровић  добио је овлашћење од Пуковника Драгољуба Михаиловића у мају 1941. да формира штаб у Београду. Први састанак у Београду одржан је 17. маја и на њему су поред Тодоровића присуствовали: мајор Бошко Тодоровић, капетан Светомир Гојковић, поручник Војислав Радојчић и двојица неименованих официра. За команданта организације у Београду постављен је Жарко Тодоровић, а од јуна на месту помоћника именован је мајор Радослав Ђурић. Заменик команданта задужен за оперативне задатке био је поручник Серафим Неготинац. У територијалном погледу Београд је био подељен на рејоне и секције. Основне смернице за рад Београдске организације у овом периоду биле су: ширење покрета, регрутација војног кадра и омладине, упућивање на Равну гору, вршење обавештајне службе и сакупљање различитог материјала. По територијалној основи Београд је подељен на четири рејона и 13 квартова. На челу квартова налазиле су се старешине квартова, које су имале задатак да на повереној територији руководе организацијом и врше пријем нових кадрова. Штаб Команде Београда у овом периоду био је малобројан. Након именовања Тодоровића на место команданта Штаба за северне покрајине на чело београдске организације 30. августа 1941. дошао је Радослав Ђурић. На овој позицији Ђурић се није дуго задржао и у септембру га је наследио војно-судски потпуковник Душан Манојловић. По плану који је израдио пуковник Бранислав Пантић у децембру 1941. од Команди Београд образован је Штаб бр. 2 чиме су ингеренције београдске организације проширене и на околину овог града. Након хапшења Манојловића, у септембру 1942, на чело организације дошао је капетан Александар Михајловић (кодно име Вили).Штаб бр. 2 од јула 1942. носио је шифровани назив Јозеф I. Територијални оквир на коме је деловао Штаб бр. 2 у овом периоду обухватао је Београд и Грочански и Врачарски срез.
Целокупна војна организација ЈВуО од 14. фебруара 1942. почивала је на Упутству бр. 5. Основна јединица била је чета, батаљон се састојао од 2-3 чете, бригада од 3-5 батаљона и корпус од 2-3 бригаде. Требало је формирати три врсте чета. У прву која је требало да буде ударна ушли би војници који имају између 20- 30 година. Другу би попуњавали обвезници од 31 до 40 године старости и њихов задатак би био извођење саботажа. Трећа група војних обвезника старости од 41 до 50 година попуњавала је чете које су имале за задатак да пружају логистичку подршку оперативним јединицама. Оваква структура била је неадекватна у условима једног окупираног града што је приморало Врховну команду да донесе посебан „Упут за рад у Београду“. По квартовима требало је организовати оперативне и територијалне (резервне) јединице. Оперативне јединице чете, батаљоне и бригаде требало је формирати од „провереног људства“ старости од 20 до 35 година. Резервне или територијалне јединице сачињавали би проверени војни обвезници од 35 до 45 година груписани у чете и батаљоне. Било је предвиђено и да се попишу сва моторна возила и слагалишта нафтних деривата како би се у погодном тренутку образовала „аутоколона“. Цивилна управа поверена је Управнику града Београда који је требало да у моменту преузимања града уз помоћ Команде Београд заузме најважније институције.
За разлику од бригада које су функционисале на терену, у Београду није било услова за пуну мобилизацију и попуну састава. Било је неопходно извршити све припремне радње и сачекати погодан тренутак како би се извршила пуна мобилизација. Крајем 1943. мајор Александар Михајловић је добио наређење да формира групу корпуса, што је настојао да изврши након 6. јануара 1944. Команда Београд поднела је почетком 1944. извештај у коме је навела да је бројно стање њених јединица „5.119 људи, а од тога за сигурну акцију у првих 24 сата – 3.398 наоружаних људи, 80 возила и 4 радио станице". Као и у случају других делова ЈВуО и београдска организација пријављивала је целокупан број људи за који је сматрала да би пуном мобилизацијом могла да прикупи. Несумњиво да је стваран број људи који је организовано радио био знатно мањи од наведеног. Ово је најуочљивије прегледом формацијске попуњености београдских корпуса.
У једном од извештаја адресираног на генерала Трифуновића, четничког командата Србије, крајем августа 1943. Александар Михајловић је навео да је Београдска бригада у потпуности „спроведена“. Ова бригада имала је задатак да овлада свим селима у околини Београда у чему је према Михајловићевим наводима у потпуности успела. Њено људство је на овој територији слободно патролирало и организовала заседе. Београдска бригада представљала је први батаљон V Београдског корпуса који се састојао од следећих бригада: друга бригада састављена од батаљона Српске државне страже и Недићеве гарде, 3. Бригада од ватрогасаца, 4. Бригада „Савсо 13“ и 5. Бригада „разне спортске организације“. Пети београдски корпус био је, према речима капетана Михајловића, најпоузданија војна јединица на територији Београда. Према истом извору „квартовски одреди, полицијска школа, логор, саобраћајна полиција“ били су комплетно под контролом Команде Београд. У јуну 1944. Команда Београд известила је више инстанце да је успела да се инфилтрира у Српску граничну стражу и да је најопремљенији одред који је имао „7 митраљеза и 500 пушака, са по 500 метака на митраљез и по 60 метака на пушку“ под командом старешина у потпуности оданих ЈВуО

### Цивилна организација
Војна организација која се састоји само од људи у униформи није могла самостално да функционише и испуни све захтеве које намеће деловање у урбаним условима окупираног града. Ограниченост слободе кретања за војнике који су били под константом присмотром био је један од главних ограничавајућих фактора. Вршење пропаганде, сакупљање финансија и разног материјала, пружање логистичких услуга у већини је морало да почива на плећима цивилима. Од првог месеца окупације постојало је у Београду више група истакнутих Београђана који су независно одржавали контакте директно са генералом Михаиловићем, командантом ЈВуО или Драгишом Васићем, чланом четничког Централног националног комитета у земљи. Није постојала координација између наведених група и свака је деловала самостално, што је стварало потребу да се направи јединствена цивилна организација. Први човек београдске организације, капетан Александар Михајловић писао је на ову тему генералу Михаиловићу у октобру 1942: „Али поред чисто војничког посла, у Београду се морају решити велики број питања као: питање исхране и снабдевања, обавештајна служба, веза са управним властима и веза са полицијом, веза са грађанством, као и попуњавање и проширивање организације и др. за ове послове ми војници, а поготово илегални нисмо погодни. Ми се можемо жртвовати до краја, али сматрам да тиме нећемо много допринети, јер поред себе излажемо и све оне са којима долазимо у везу што је много опасније“. На основну наведених опажања капетан Михајловић је предложио формирање једног управног штаба састављеног од грађана који би имали задатак: „потпомагање војног штаба и апсолутно извршавање свих његових захтева и решење свих питања напред наведених“. И све наведено у територијалним оквирима Београда.  Овај предлог усвојен је и први Цивилни штаб основан је у другој половини 1942. У следећем саставу: Младен Жујовић, Властимир Петковић, Драган Бојовић, Ђорђе Јањић и Војин Андрић. Овај штаб престао је да функционише након хапшења појединих чланова почетком 1942. Задатак Цивилног штаба био је да води „управне послове“ и имао је ознаку 909, а од јула 1943. добија шифровани назив Јозеф II. У овом периоду Цивилни штаб преименован је у Управни и инкорпориран је у Команду Београд у склопу припрема за преузимање Београда.

### Омладинска организација
И равногорци су били свесни важности рада међу омладином и потребе стварања посебне организације која би обухватила овај део становништва. Наредбом Михајловића од 6. септембра 1942. основана је Југословенска равногорска омладина (ЈУРАО). У састав ЈУРАО улазила су „сва мушка деца од 8 до 15 година и младићи од 15 до 20 година старости закључно“ који су били „национално исправни“. Организацију је требало извршити на чисто војној линији, а надзор над омладинским јединицама имали су команданти бригада. На територији Београда главни омладински штаб био је под шифром 501. Основни задатак овог штаба био је да организује омладину на територији Београда, шаље омладинце у војне јединице, врши обавештајну, пропагандну и курирску делатност. Штаб 501 премештен је у августу 1943. у унутрашњост Србије.
У августу 1944. штаб 501/1 преместио је у Београду 1. Ђачки београдски батаљон који се састојао из активног и неактивног дела. Активни део деловао је у околини Београда, а неактивни је функционисао у самом граду. У активном делу батаљона били су омладинци који су „имали борбено искуство“ и који су били оспособљени да изводе оперативне задатке. За разлику од активног, нeактивни део батаљона био је „састављен од интелектуалних омладинаца, идеолошки изграђених, на моралној и карактерној висини, који од првог дана раде у београдској организацији“, али „како војску нису служили“ били су „неупотребљиви за војну акцију“. Различите су процене колико је средњошколаца било обухваћено радом Равногорске омладине. Према одређеним подацима почетком 1942. у београдским средњим школама било је од 40 до 600 припадника овог покрета отпора.У извештају из 1943. наводи се да ЈУРАО на територији Београда има „250-300 организованих београдских средњошколаца“, и у „свим четама радне службе известан број омладинаца исто тако конспиративно организованих“.
Према одређеним извештајима београдска организација успела је и да придобије водство соколске организације која је имало „2000 организованих сокола испод 25 година“.

### Контакти са колаборационистичким режимом
За разлику од појединих других делова ЈВуО Команда Београд није развијала ни један облик сарадње са окупатором у овом граду. Постојали су извесни контакти између људи из београдске организације и појединих окупационих дужносника. Београдска организација била је „амбасада“ Врховне Команде у Београду у који су се јављали сви они који су желели да ступе у контакт са ЈВуО. Припремне састанке за прве и директне разговорe између Немаца и Михаиловића који су одржани у новембру 1941. у селу Дивци са немачким обавештајцима обавили београдски равногорци, пуковник Бранислав Пантић и капетан Ненад Митровић. Мада је овај двојац директно био подређен Генералу Михаиловићу, те је са београдском организацијом сарађивао по потреби. 
Од прве до последње године окупације целокупан колаборационистички режим најоштрије је критикован у свим равногорским гласилима, али испод овог површинског слоја крију се сложенији односи равногораца према сарадницима окупатора. Колаборационистички режим био је хетероген и састављен од политичара, војника и стручњака различитих професија који су мотиве за сарадњу са окупатором проналазили у патриотизму, идеолошкој блискости, користољубљу итд. Оваква лепеза личности и настојања ЈВуО да искористи колаборационистички режим како би дошла до наоружања, опреме, информација и обезбеди мобилизациони резервоар утицали су да припадници овог покрета отпора према сарадницима окупатора имају неуједначен третман. Како је ратна срећа напуштала Вермахт и како је било све јасније да Немци губе рат, многи од званичника владе Милана Недића настојали су да се пребаце на победничку страну. Команда Београд и ЦНК били су против ових конвертира из моралних, али и практичних разлога. Тешко је било равногорским илегалцима да опросте својим дојучерашњим прогонитељима, а у случају и да су спремни на овај корак долазили би у опасност да се компромитују код обичног становништва. Врховна команда у августу 1943. известила је генерала Мирослава Трифуновића, четничког комаданта Србије да шеф Специјалне полиција Илија Паранос тражи организовање састанак и да је понудио сарадњу и помоћ у преузимању власти у Београду. Метрички тачно капетан Михајловић је пренео став београдске организације по овом питању генералу Трифуновићу у једном од извештаја од августа 1943: „Препоручују ми г. Илију Параноса из Специјалне полиције. И то га препоручују из В.К. (Врховне Команде: примедба аутора) молим Вас, Господине Ђенерале, и сами реците, шта ће ми он. Две и по године је био главни инквизитор наших људи, а сада нашао неке рођачке везе па шта вели да се вади. Такви нам никако не служе на част нити на углед покрета. већ напротив. Недај Боже, да Немцима нешто моментално пође на боље како би ти људи одмах променили курс“. Након савезничког бомбардовања Београда 1944. додатно се повећао интерес колаборационистичких званичника за сарадњом са ЈВуО. Команданту Београда јављали су се један по један и „стављали на расположење“. Генерал Боривоје Јонић, командант Српске државне страже је нудио оружје и муницију, Драги Јовановић, шеф полиције у Управник града предлагао је да га именују за комесара „на територији која се поклапа са Авалским корпусом“. Први човек београдске организације прихватио је у овом периоду сарадњу и настојао да извлачи што већу корист

### Веза са Врховном командом ЈВуО
Прва и основна веза између београдских равногораца и других делова организације ЈВуО успостављена је уз помоћ курира.За разлику од многих равногорских јединица Команда Београд је успела да обезбеди радио везу са вишим инстанцама од почетног периода. Овај начин комуникације одржаван је током целокупног периода окупације уз одређене прекиде у раду.Један од људи који су патентирали начин на који су се шифрирале депеше био је Милутин Шпартаљ (тајно име Улман). За дешифрирање депеша коришћене су и различите књиге. Једна од публикација чије су странице, коришћене за ове потребе била је „Комунизам на београдском универзитету за време Југославије“, Димитрија Љотића. У депеши би радиотелеграфиста добио на пример следећу поруку: страница осам, ред 12, последње три речи поруке и на тај начин дешифровао депешу. Према сведочењу Јакшића депеше су емитоване и примане готово свакодневно. Радиооператер није могао да чита депеше јер није имао „кључ“, а даље их је преузимао Томашевић на свом радном месту у Министарству пошта

### Симпатизери и сарадници
И београдска организација имала је своје присталице и симпатизере који су били спремни да им помогну материјално, уступе своје стамбене јединице, издају лажне легитимације и пруже другу логистичку подршку. Од првог дана ЈВуО у овом граду ослањала се на појединце у колаборационистичком режиму. Према сведочењу Николе Губарева 90% службеника УГБ подржавало је рад равногорског покрета. Велики број чиновника Управе града Београда и војника СДС помагао је равногорском покрету. Недовољно су истражене везе Равногорске организације са првим човеком комесарске управе и министром унутрашњих послова, Миланом Аћимовићем. Према одређеним подацима Аћимовић је сарађивао са равногорцима од 1941, али се са сигурношћу може тврдити да је интензиван период сарадње почео од јесени 1943, након доласка Хермана Нојбахера који је преко Аћимовића преговарао са генералом Михаиловићем. Уз помоћ чланова организације који су радили у УГБ; жандармерији, СДС и другим институцијама колаборационистичке управе београдски равногорци су набављали лажна персонална документа. Једна од најзначајних личности из колаборацонистичког апарата, која је од лета 1941. сарађивала са равногорцима, био је пуковник Јован Тришић командант Жандармерије. Према сведочењу Тришића у Равногорску организацију укључио га је мајор Радосав Ђурић са задатком да обезбеђује легитимације и објаве за путовања и врши обавештајну службу. Веома значајне услуге београдској организацији пружао је и Радивоје Атансијевић, шеф Збора полицијских агената УГБ.

### Особе од поверења и специјалне дужности
У Београду су деловали и људи који су били директно повезани са штабом генерала Драгољуба Михаиловића и имали „специјалне дужности“. У хијерархијском смислу били су подређени Михаиловићу, а са београдском организацијом сарађивали су по потреби. Посебно се овде истиче име инжењера Петра Милићевића (кодно име Анте), Наведено је најуочљивије из биографије Михаиловићевог човека од поверења, благајника, обавештајца, саботера, министра и носиоца цивилног штаба ЈВуО у Београду. У Равногорски покрет укључио се на самом почетку 1941. Ради легално све до децембра 1943. од када је принуђен да услед откривања од стране немачке обавештајне службе пређе на илегалан рад и узме лажни идентитет.
Милићевић је био најважнији Михаиловићев обавештајац на железници и благајник. Анализирајући финансијске извештаје које је прослеђивао Врховној Команди увиђамо да су у времену опште немаштине и несигурности кроз његове руке прошли милиони динара, да је сваку трансакцију уписивао и да је имао признанице за све издатке.  Његово постављање није био одраз неповерења генерала Михаиловића према Команди Београд већ потребе да се у најважнијем граду у окупираној Југославији обезбеди још један канал који ће извршавати специјалне задатке за Врховну Команду.

## Обавештајни задаци
Врховни командант ЈВуО ђенерал Драгољуб Михаиловић и сам обавештајни официр у време Краљевине Југославије, дубоко свестан значаја обавештајног рада, наредбом из новембра 1941. и Упутством за рад и организацију обавештајне службе установио је обавештајни рад у оквиру равногорског покрета. Равногорским обавештајцима стављено је у задатак да прикупљају, сређују и, уколико имају на располагању егзекутивне органе, употребљавају податке: 
1) О непријатељу-окупатору: у војном, политичком, економско-финансијском и моралном погледу;
2) О свим организацијама и групацијама јавним и тајним у нашем народу: зеленаши, Недићевци, Љотићевци, Павелићевци,…: њихов циљ, идеје, каквоћа и јачина организације, морална вредност; 
3) О комунистима-партизанима њиховом, противнародном, противдржавном раду; 
4) О арнаутима и муслиманима: циљеви и жеље, поступци, и одговорност за учињена недела било од заједнице било од појединаца; 
5) О шпијунима, агентима и слугама окупатора; 
6) О саботерима нашег рада, забушантима, средоњама, лоповима, корупционашима, протекционашима; 
7) О држању и раду народа према разним организацијама, његовом расположењу, жељама, друштвеним циљевима; 
8) О истакнутим и у народу виђеним личностима које дају све од себе за постизање наших циљева и узвишених идеала;
9) О свим чињеницама и поступцима које помажу, уздижу и олакшавају постизање наших циљева и узвишених идеала; 
10) О најлакшем путу и начину за паралисање и онемогућавање по опште интересе штетног и неправедног рада;
Било је предвиђено да органи обавештајне службе буду „цео народ развијене националне свести и дужности свих грађана“, војне и цивилне власти, повереници или групе људи који су ангажовани по посебним задацима или групи питања. Свака јединица била је задужена да организује и руководи својом обавештајном службом, а сугерисано је да у свакој чети буде најмање по један обавештајац.

### Равногорски обавештајни систем у Београду
На територији Београда током Другог светског рата деловало је више пунктова обавештајне службе. Команда Београд ЈВуО имала је своју разгранату обавештајну службу. Прву обавештајну мрежу изградио је Жарко Тодоровић и поверио је поручнику Љубану Кордићу. Успостављен је Обавештајни центар бр. 2 са одсецима који су се делили на пододсеке. На челу одсека налазио се Шеф које имао задатак да од прикупљеног материјала напише извештај. Извештаји су прослеђивани Главном обавештајном центру изузев у случајевима када је хитност ситуације налагала да се заобиђе ова инстанца и информација достави оном делу организације на који се односи. Извештаји су предавани једном или два пута недељно у редовним приликама. Сваки обавештајац је податке достављао Команди Београда која их је даље дистрибуирала вишим инстанцама. Формирањем корпуса 1943. промењена је структура обавештајне службе и спојена пропагандна и обавештајна делатност. Унутар бригада образована су обавештајно-пропагандна одељења које су водили шефови који су командовали обавештајним органима. Средином 1943. за шефа обавештајне службе у Београду постављен је мајор Божа Раденковић, а од 1944. на овом положају био је резервни пешадијски капетан Радомир Милинковић Џек.
Цивилни штаб вршио је обавештајну службу преко поверљивих људи из колаборационистичког апарата и све до друге половине 1943. био у склопу војне организације. Од друге половине 1943. долази до одвајања и реорганизације обавештајног сектора овог дела београдске организације. Организација се састојала од пет обавештајних центара. Први је вршио обавештајну службу у министарствима колаборационистичке управе, председништву владе Милана Недића и Управи града Београда. Друга група „обавештајних центара спроведена је у приватним предузећима“. Трећа је била организована по „сталешким грађанским установама, лекарска, апотекарска, занатска, инжењерска и трговачка комора и удружења“. Четврти обавештајни центар чинили су службеници министарства спољних послова који су наставили да раде под окупацијом „на разним положајима и по различитим службама“. Обавештајци који су радили у наведеним центрима били су „на местима са којих могу без тешкоћа осматрати и прикупљати важне и тачне податке“, из „министарства су то људи из кабинета министара или помоћника“, „у привредним предузећима и банкама то су личности чија је функција везана за потпуну упућеност у све послове и предузећа“.

Према упутству штаба 501 из 1943. Врховна омладинска тројка имала је за задатак да организује обавештајну службу. Поједини омладинци обављали су обавештајну делатност и прикупљене информације предавали командантима корпуса и бригада. На челу обавештајне службе налазио се један члан цивилног штаба чији је делокруг рада био примање, селекција и архивирање материјала који су сакупили обавештајни центри, „укључивање нових канала и стварање нових центара“
Најзначајнији, али и најтановитији канал ове врсте био је др Иван Попов (Ескулап, Лала или Ханс) двоструки агент који је са једне стране био службеник Абверa а са друге радио за енглеску обавештајну службу Secret Intelligence Service(SIS). Иначе брат Душана Попова , такође двоструког агента и једног од најпознатијих обавештајаца другог светског рата. Др Иван Попов је преко равногорских обавештајаца Божидара Ранковића (Доловаца), а затим Радомира Милинковића Џека слао је извештаје за енглеску и пружао податке за равногорску обавештајну службу. 
Врхунски стручњак за накит Боривоје Месаровић успео да се уз помоћ своје стручности инфилтрира у само гротло репресивног апарата у Београду. Као врхунски стручњак за накит, антиквитете и друге уметнине позиван је у Крајскомандатуру и централу Гестапоа у Ратничком дому да процењује заплењене ствари. Остаје непознаница када је и како је Месаровић постао обавештајни орган, али од лета 1942. под илегалним именом „Август“ шаље извештаје на редовној бази о организационој структури немачке полиције, систему логора у окупираној Србији, стрељањима у Јаинцима итд. Извештаји су пристизали све до фебруара 1944. када је Месаревић ухапшен. У периоду када је полицијски агент Махмет Алајбеговић радио у УГБ прикупљао је извештаје „о свим новостима у Београду, о Србима који сарађивају са Гестапо-ом, о другим гестаповским агентима, о методама њиховог рада и друго“. По преласку у „окупациони табор“ био је усмерен да сазнаје информације „о поврељивим наређењима, било о разним њиховим намерама, тајним слагалиштима магацина, разним променама у гестапо-у и СС виртшафтеру, податке о разним лиферантима Србима“. Још један од цивила који је био анагажован од стране окупационе управе, а радио је за равногорску обавештајну службу био је др Милош Мартић. Овај резервни вазудхопловни мајор био је задужен да изврши реорганизацију мреже предузећа која су радила за немачку авиоиндрустрију. Заврбован је од стране Команде Београд и добио тајни надимак Ловац, те пружао податке о дешавањима у индустријским погонима и плановима окупатора. Као „слободан стрелац“ у Београду, по налогу Врховне Команде по обавештајној линији, радио је и новинар Миодраг Инђић „др Краус“.Од децембра 1942. до хапшења и стрељања у априлу 1944. Инђић је на „Равну гору“ прослеђивао провразредне извештаје на најразличитије теме. Широк круг познаника као што су Фриц Митерхамер, шеф пропаганде у немачком посланству, Ђорђе Перић, шеф пропаганде, Танасије Динић, Велибор Јонић министри у влади Милана Недића обезбеђивао му је у сваком тренутку разноврсан и поуздан извор информисања.

### Контраобавештајне активности
Једна од највећих опасности по рад сваког покрета отпора у окупираном граду су домаћи сарадници полиције који пружају податке или покушавају да се инфилтрирају у организацију. Београдским обавештајцима пошло је за руком да идентификују део људи који је радио у  „Српском Гестапоу“ формацији коју је окупатор формирао са циљем вршења специјалних полицијских, безбедносних и обавештајних задатака.Обавештајац „Тигар 05149“ послао је списак имена, место и датум рођења за 20 људи који су „упућени по разним местима у унутрашњости ради хватања Дражиних присталица и шпијуна“. Београдска организација је успела да у априлу 1943. утврди идентитет 104 лица који су били припадници ове организације.

### Структура извештаја обавештајаца
Заступљеност тема у извештајима Команде Београд : Окупатор 34%,  колаборационисти 28%, комунисти 13%, опште стање  8%, Мађарска и НДХ 17%
О утврђивању Немаца у окупираном Београду кроз изградњу фортификацијских објеката, противавионској одбрани и војним транспортима. Врхована команда је ове извештаје слала савезницима и избегличкој влади у Лондону. Нарочито су детаљни извештаји стизали са железнице преко Петра Миличевић (Анте), који је као некадашњи железнички инжењер имао доста контакта на железници и својих доушника, а неретко је и плаћао за информације које је добијао.

#### Извештавање о колаборационистима
У једном од упутстава за информаторе захтевано је да се о „љотићевцима“, „недићевцима“ и „пећанчевим“ сакупљају следећи подаци: „имена, издајнички рад, везе и сарадња са Немцима, имена лица која их материјално помажу, њихове пароле, слабости, морално стање, за шта се боре, могућност за бушење њихових јединица, евентуалне везе са комунистима, места, јачина и састав“ војних јединица са именима официра. Редовна рубрика у извештајима који су слати је била „ Шта ради влада Милана Недића“, те у многим извештајима налази се и политичка анализа који су припадници Недићеве владе противници а који подржаваоци ЈВуО. У једном од извештаја од 14. јуна 1943. процењивано је да је „расположење људства Српске државне страже“ било око 65% до 70% за Равногорски покрет отпора. 
Један од највећих непријатеља ЈВуО током окупације били су припадници СДК, те се праћење активности и овог дела колаборационистичке управе наметнуло као још један од приоритета обавештајне службе у Београду. У појединим извештајима вршене су процене политичке оријентације Димитрија Љотића који је означен као „непомирљиви противник демократије“ као човек који је упркос чињеници што је „донекле ценио правилно ситуацију“ „пао на испиту“ јер је инсистирао да „Србију уреди по немачком узору“. У извештају од 1942. обавештајна служба прилично прецизно оцртава борбену моћ формације СДК: „доста дисциплинована, релативно слабо опремљена, морално већим делом на ниском нивоу (већином пљачкаши и силеџије) али фанатизовани једном идејом о јудео-комунистичкој опасности“.Како је сарадња између СДК и окупатора текла ова војна формација задобијала је све више поверења које се огледала и у обимнијем и разноврснијем снадбевању наоружањем и осталом војном опремом. У извештају од 17. маја 1944. капетан Александар Михајловић преноси информације да ће „СДК ових дана као појачање. свога наоружања“ добити „још и топове и тенкове мање величине“ и да се предвиђа формирање „неке црногорске добровољачке бригаде“.
Такође слати су извештаји о логорима на Сајмишту и Бањици, корумпираности затворских служби, Управник затвора на Бањици Светозар Вујковић има у свом стану сакривено „око 6 и по килограма злата у новцу и другим предметима“ које је „опљачкао од притвореника, у највише случајева, на смрт осуђених.

#### Извештавање о Комунистичкој партији Југославије
Приликом извештавања о делатности КПЈ равногорски обавештајци су имали задатак да пруже одговоре на нека од следећих питања: „имена непријављених комуниста и њихова звања, подаци о раду и понашању познатих слободних и затворених, на који начин и како пролазе са народом, које су им пароле и начин пропаганде, како и где су груписани и шта им је циљ и задатак, ко су им шпијуни и како их похватати, где се налазе њихова склоништа, магацини, хране, муниција и оружје, на који начин одржавају везе међусобно, финансијско стање, имају ли везе са окупаторима, усташама, какве и зашто, најслабије стране њиховог рада у народу“.Намеће се питање у којој мери су београдски обавештајци успели да одговоре на наведени упитник ?
На основу података који су сакупљани извештавано је и о бројности, наоружању и положајима јединица НОП на терену . Од стране београдских обавештајаца праћен је у одређеној мери и рад КПЈ у Београду. У извештају Команде Београд од 20. октобра 1942. наводи се да се делатност припадника комунистичког покрета отпора „не осећа, али по свему судећи може се закључити да их има у доста великом броју“, да је отежана борба против истих јер су дубоко инфилтрирани у колаборационистичку управу и да их Немци „толерирају јер их употребљавају за прогоњење ЈВуО“. Јачина комунистичке организације у Београду од стране равногорских обавештајца процењивана је у фебруару 1943. на 15.000 изграђених чланова.

#### Извештавање о расположењу у народу
Какво је опште расположење и однос према различитим питањима грађана Београда било је од вишеструке важности за сваки покрет отпора. И челни људи Равногорске организације били су свесни наведеног о чему сведочи и следећи упитник намењен обавештајцима: „да ли има и каквих организација ван четничких у народу, где се и какве песме певају, расположење народа и утицај на њега средоња и саботера, какве се пароле убацују кроз народ и од кога, недозвољено скупљање народа по чијем позиву где и када шта је ко говорио и како се народ одазивао, да ли ко и како подговара народ на не одазивање наређења четничких власти, да ли има незадовољника у ком погледу и због чега“. Више инстанце информисане су од стране београдске организације каква је била перцепција Београђана о важним спољним и унутрашњим политичким питањима. 
У једном од недатираних извештаја који је, судећи по догађајима који описује, написан у другој половини 1943. прослеђени су ставови Београђана „о конференцији у Москви, о Руском фронту и о Каиру, о немачкој акцији за зближење са Србима, о српској влади и српској аутономији, о најновијој акцији партизана и о Дражи Михаиловићу. У извештају се наводи да објављени резултати Московске конференције нису одушевили српски народ, да су Београђани задовољни ситуацијом на руском фронту али би задовољство било потпуно једино „ако би се Англосаксонци искрцали у Црногорском приморју“, да „се добија утисак у Београду да су нас Енглези напустили и да смо у спољној политици потпали под Совјетски утицај“, да многи у Београду верују у политику владе Милана Недића чија је суштина „Недић лаже Немце, а да будемо мирни када Немци буду излазили из земље, да сачувамо главе“, да партизанска акција све више забрињава Београђане“ и да „преовладава мишљење да су Дражу напустили Енглези и да је Дража у тешкој ситуацији јер га гоне Немци, а у Србију надиру Партизани“.
Обавештајци у Београду ослушкивали су „пулс“ избеглицама и настојали да формулишу њихове политичке ставове. У једном од извештаја оваквог карактера од 14. јула 1943. више инстанце информисане су о декларацији „представника избеглица“ која је у већем делу у духу политичкоидеолошких циљева за које се борила ЈВуО. Београдски обавештајци процењивали су да је „спремно најмање 80% да на дан када дође време сви припомогну нашој акцији јер је народ страшно озлојеђен против непријатеља".

#### Извештавање о НДХ и Мађарској
Распарчавањем Краљевине Југославије Београд је постао поново погранични град, те самим тим и обавештајни канал за сакуљање информација о Независној Држави Хрватској и Мађарској. На ову тему упитник за припраднике обавештајне службе садржао је следећа питања: „Место, јачина, састав и распоред јединица, врста и количина оружја и муниције по гарнизонима, „имена команданата начелника штабова ађутаната њихово држање“, „расположење и морално стање маџарске војске“, „морал и способност“, „појединачно и укупно, имена свих усташа, држање и однос према Србима“, „који од наших сарађују са усташама“, „имају ли и у којој количини свих потреба и оскудевају ли и у чему“ итд. Београдски обавештајци настојали су да прикупе податке о злочинима НДХ над српским народом, организацији и кадровима усташког режима, општем стању у овој марионетској држави, и обавештајном раду НДХ у Београду. Обавештајни органи ЈВуО држали су под присмотром конзулат НДХ у Београду у Добрачиној улици и бележили ко улази на врата. У једном од извештаја пружене су информације о људима који чине обавештајну службу НДХ у Београду. Извештај наводи: „да хрватски конзулат на челу са др Глигом, представља обавештајни центар где се стичу сви конци обавештајне службе на територији Београда и Србије“, да „Др Вјекослав Милетић“ „одлази често у конзулат и представља орган који прикупља извештаје и доставља их конзулу“, да „Црква Криста краља у Београду на челу са својим свештенством исто тако представља један обавештајни центар“ и да иста делује у два правца „верски католички са циљем проширења католицизма и политички-усташки“. Поред цитираних података у извештају су наведени подаци за 32 лица који су део другог „обавештајног центра ширег замаха који ради за рачун обавештајне централе у Загребу.
Сличан тематски оквир праћен је од стране  обавештајне службе београдских равногораца и у контексту деловања мађарског окупатора. Врховна команда добила је 23 октобра 1943. информацију да мађарском обавештајном службом у Србији руководи извесни официр Красзнај, који своје операције обавља из „козметичког завода Наташе Петровић, Принца Еуген број 7“. Податке о унутрашњим приликама у Мађарској сакупљани су од лица која су путовала у ову земљу. Ови извештаји пружали су Врховној команди добар увид у „политику клацкалице“ коју је након пораза на Источном фронту од друге половине 1942. водио мађарски председник владе Миклош Калаи, али и општој ситуацији у овој земљи. . Наглашавано је да Немачка није дефинисала њену политику „животног простора“ према свом савезнику што њихову сарадњу чини парадоксалну, да је на ово партнерство приморава „опасност од Русије“. Указивано је на кадровске промене у мађарској влади и постављање министара који су англофилски оријентисани и смењивање оних који су германофилске оријентације.Регистрована је и промена унутар мађарског друштва према Краљевини Југославији која се огледала у размишљањима о нужности поновног успостављања ове државе у којој би „једино Срби, а никако Хрвати били позвани да и овога пута буду кичма и вођствена нација“.Репресија над српским становништвом на окупираном подручју које је било под управом Мађарске била је још једна од тема која је праћена. Београдски обавештајци успели су да сакупе податке о злочинима мађарског окупатора у Бачкој и приликама у логору Шарвар.

## Сакупљање материјалних средстава
Материјална помоћ коју је слала емигрантска влада и савезници била је скромна и често неадекватна, што је равногорску организацију приморало да се у већини снадбева из домаћих извора.Већ од првих дана стварања ЈВУО је преко курира који су долазили у Београд добијала новац и одећу. Приликом формирања корпуса 1943. приступљено је методичније организовању интендантске службе у Команди Београд. Главни интендант Команде Београд био је интендански капетан Иса Марунић, а благајник интендантски капетан Звонимир Томљенић.

### Токови новца
Главни благаник Врховног штаба Драгољуба Михаиловића у Београду био је инжењер Милутин Шпартаљ (тајно име Улман) који је сакупљао и располагао новцем за врховни штаб. Након хапшења Шпартаља улогу благајника преузео је железнички инжењер Петар Милићевић (тајно име Анте).
И поред чињенице да су многи богати Београђани напустили Краљевину Југославију пре окупације и да је окупациони режим конфисковао велики број индустријских погона у овом граду остао је знатан део имућних људи који су сачували или увећали свој капитал. Београдска равногорска организација добила је наредбу да „посећује“ своје богате суграђане са „Дедиња“ и да их подсећа на њихову патриотску дужност.  Врховна команда ЈВуО овлашћена је од стране председништва емигрантске владе 9. јуна 1942. да може од „грађана патриота“ да позајмљује новац. Ова процедура подразумевала је издавање признанице за сваки износ, јављање имена и износа влади преко радио везе, конвертовање динара у фунте по курсу не мањем од 600 динара за једну фунту и објављивање тајне речи преко радио Лондона која би била знак да је новац уплаћен у банци у Швајцарској. По основу оваквих зајмова Милићевић и предходно Шпартаљ су по налогу Врховне команде ЈвуО или исплаћивали новац појединим командатима., за потребе њихових јединица, или користили за набавку разних потрепштина за ЈВуО.
У априлу 1943. Милићевић извештава Звонка Вучковића командант Првог равногорског корпуса да је успео да окупи „круг финансијера“ који је спреман да позајми и до 100.000.000 динара. За целокупан износ ЈВуО издала би признаницу, а емигрантска влада би у једну од швајцарских банкама депоновала еквивалентна средства у доларима, фунтама или швајцарским францима. Услови за обављање зајма остварили би се након депоновања новца од стране владе и емитовања поруке на радио Лондону „Анте одобравамо ваш рад". Забележено је да Милићевић до 2. августа 1943. проследио Звонку Вучковићу 2 550.000 динара.  Како би имали прави увид у ефективну моћ ових средстава неопходно је указати да су за овај новац равногорци на црној берзи у Београду могли да купе око 20 тона брашна. У априлу 1942. мајор Јездимир Дангић добио је од  инжењера Милитина Шпартаља 2.000.000 динара. Врховна команда наредила је у септембру 1942. да се из ове благајне исплати по 100.000 динара Синиши Оцокољићу Пазарцу и Петронију Николић команданту Посавског среза.

#### Донације
Једна до београдских фирми која је током 1944. помагала ЈВуО била је „Фирма Пухаревић“. Укупно је донирала 70.000.000 динара и „15 вагона хране и 8.000 пари разне обуће“. Капетан Михајловић извештава више инстанце у августу 1942. да му је самостално Влада Вукојчић индустријалац предао 200.000 динара, а да исте „није тражио“. Команда Београд повезала се са Удружењем трговаца, антиквитета, уметнина и старина преко председника ове еснафске организације Боривојем Месаровићем. Антиквари су сакупили и предали 400.000, а Месаровић је лично приложио још 100.000. динара.
Поједини донатори нису ЈВуО остављали потпуну слободу како ће располагати са средствима. Један од оваквих случајева је донација од 100.000.00 динара које Милићевић сакупио, а која су искључиво биле намењене за куповину „радио-фонске радиостанице“
Било је и оних богатих Београђана који ни у виду позајмице нису желели да финансијски помогну ЈВуО. Један од чланова Централног националног комитета инжењер Боривоје Раденковић писао је 31. августа 1943. Комаданту Србије Мирославу Трифуновићу да потенцијални финансијери са којима је разговарао немају разумевања за апел генерала Драгољуба Михаиловића „ Као образложење „најутицајнији међу њима“ пружили су аргументе следеће природе: „Видите ја ћу вама да дам сад рецимо 5. милиона. После рата ви узмете да мењате, шта ја знам, 1 за 10, и ја за мојих 5. милиона добијем свега пола. Другим који није дао вама новац трговао је и за неколико месеци направио је десет пута веће паре. Кад дође до размене, мењајте како хоћете, он ће опет имати онолику своту, колико би износила и моја у тренутку позајмице вама. А баш и да не окренем паре у послу, ја ћу купити непокретност, које ће и у новој монети после рата сразмерно много више вредети него данас, па ја опет нећу бити у губитку.“ Овом равногорцу преостало је само да констатује „сви они хоће да су патриоте, али гледано са њиховог трговачког становишта- хоћу да сам патриот али да ме ништа не кошта“.
Југословенска влада у емиграцији такође је слала ЈВуО и новац преко људи који су долазили у Истанбул али и преко француског трговачког аташеа у Букурешту. Првих 1.000.000 динара донео је београдски индустријалаца Драги Ракић у лето 1941. Преко индустријалца Богдана Михаиловића под тајним надимком „Југ Богдан“, Милићевић је транспортовао новац из Истанбула до Београда. Периодични финансијски извештаји овог равногорца вишим инстанцама обезбеђују увид у количину новца који је упућиван и начине расподеле. До 24. маја 1944. Милићевић је из Истанбула преко посредника примио 37. 967. 000 динара. Од наведен своје 37. 944. 230 потрошио је на најразличитији материјал и опрему или предао другим лицима.
У почетном периоду савезници и емигрантска влада слали су и златне фунте што је представљало проблем за јер су морали да се излажу опасности и врше конверзију из стране „непријатељске“ валуте у домаћу. Један од људи који су вршили услуге мењања страних валута у Београду био је Милутин Шпартаљ- Улман. У депеши од 28. маја 1942. Улман је добио наредбу да папирне доларе мења по курсу „од 300 динара па навише“. Конверзија новца вршена је и преко представник албанске националне мањине у Београду. Инспектор омладинског штаба  Наум Тасић продао је 20 златних фунти за 450.000 динара Чулију Реџепију у септембру 1943.У Београду су размењиване и друге валуте. Курир Драгутин Јовановић извршио је уз помоћ радио техничара Грује Богића конверзију 1.989.000 леја у 4.690 долара у августу 1943.
Други велики издатак била је набавка материјала који су требовале више инстанце. Све трансакције Милићевић је записивао и накнадно предавао вишим инстанцама.

### Набавка најразличитијих средстава

#### оружје
До октобра 1943. када је савезничка помоћ престала јединицама ЈВУО испоручено је укупно 1866 пушака, 1656 митраљеза, пушкомитраљеза и машинских пушки и 43 бацача. У којој мери је ово била скромна помоћ довољно сведочи податак да је већина од 34 равногорска корпуса бројала минимално 1000 и на мобилизационим списковима имала од 5000 до 20000 људи. Примитивне радионице ЈВуО нису могле такође да задовоље потребе и једини озбиљан извор да се оружје и муниција набављају био је куповином, крађом или донацијом.
Приликом куповине оружја, муниције и остале војне опреме београдски равногорци морали су да буду опрезни. У мају 1942. капетан Александар Михајловић јавља Врховној Команди: „имамо могућност да од Немаца купујемо муницију на вагоне. Садржина вагона: 240.000 пушчане муниције и 60.000 бомби. Цена 230.000 динара“. Више инстанце одобриле су ову трговину и саветовале је да „због преваре са зрнима која експлодирају у цеви“ претходно „тестирају робу“. Муниција је била намењена јединицама на територији Хомоља.  Испоставило се да ће овај савети бити од великог значаја с обзиром да до реализације ове куповине није дошло јер је утврђено да је „муниција неисправна“. Поред припадника немачке оружане силе и војни и полицијски службеници колаборационистичке управе имали су приступ наоружању и војној опреми. Једна од адреса на коју су равногорци куцали овим поводом била је Управа града Београда. Полицијски агент Милан Дамјановић илегални припадник равногорске организације снадбевао је своје саборце наоружањем. У фебруару 1943. Дамјановић је за потребе ЈВуО у косовскомитровачком округу набавио једну пушку по цени од 6000 динара, а према сопственом сведочењу у свом поседу имао је још 10 пушка, један револвер марке „Парабелум“ и један револвер марке „Стејер“ Сарадник у овој трансакцији Дамјановића био је гостионичар Коста Новковић који је уз помоћ добровољања СДК набавио још два пиштоља „један руски калибра 7мм и један српско војно државни калибра 9мм, за 6000“. Припадници Авалског корпуса наоружање и осталу војну опрему набављали су уз помоћ војника СДК који су били смештени у касарни у Марулићевој улици у Београду. Овај задатак обављао је курир Врачарске бригаде Авалског корпуса Драшко Видић. У руке бораца врачарске бригаде из овог извора дошла је одређена количина бомби, а набавку аутоматског оружја прекинуло је хапшење Видића. Материјал за прављење оружја у равногорским радионицама допреман је из Београда.  У извештају од 18. јула 1944. Петар Милићевић наводи да је обезбедио лим за радионице бр. 1 и бр. 2, а да је у радионицу бр. 3 послао свог човека да направи попис неопходних ствари. Према сећању равногорца Марка Милуновић упаљачи за ове бомбе израђивани су се у фабрици индустријалца Боже Вранеша у Београду.

#### медицински материјал
Осим слабог наоружања ЈВУО није имала довољно ни основног санитетског материјала. О залихама лекова или адекватном хируршким инструментима није било ни говора, а за дезинфекцију и као анестетик служила је домаћа ракија. Командант Лазаревачке бригаде писао је Врховној команди: „Газе немам, фате немам, алкохола немам, кинина немам, аспирина немам, ранац за санитет празан – имам“. И у овом сегменту Милићевић је чинио немогуће. У депеши од 2. августа 1943. известио је Вучковића да је успео да набави ампуле калцијума за његовог радио телеграфисту и да их у случају да им нису више потребе сачувају јер су изузетно ретке. Преко овог канала набављани су и лекови на рецепт које су требовали војни доктори из јединица. Велики проблем за београдски организацију представљао је недовољан кооперативност апотекара, о чему сведочи једна од депеша у којој се наводи: „санитетски материјал према ранијем налогу набављам, али је он изузетно скуп, као што сам ти усмено рекао, онај наш пријатељ апотекар одбио је да даје“.
Команда Србије захтевала је од београдске организације у јануару 1944. да јој пошаље „зубарску ножну бормашину са комплетом борера, флашицу арсена, стајнцемент, црвеног воска, нерввадле итд“. Само након пар месеци као одговор на ово „требовање“ из Београда је у марту 1944. послата целокупна „зубна станица“ тј. комплетна опрема за стоматолошку ординацију.
Лекари Врховне Команде писали су редовно рецепте Петру Милићевићу који је у Београду набављао лекове и слао на Равну Гору.

#### разна роба
Инжењер Петар Милићевић био је повезан са свим централама које су располагале најразличитијом робом и преко њих врши набавке, а имао је и људе у министарствима колабораицонистичке владе који су одобравали ове куповине. Уз фиктивни рачун или одобрења одређене централе са печатом надлежне инстанце на име лажног привредног субјекта или приватног лица Милићевић би потраживање подносио фабрикама, стовариштима и другим привредним чиниоцима, који су уз новчану надохнаду издавали робу. На овај начин набављана је роба од фирми: „Фабрика обуће и гуме „Београд“ А.Д, „Стовариште текстилних фабрика Јарослав К. Бруна“, „Мира прва земунска фабрика и трговина обуће“, „Варта“, „Манесман цеви и гвожђе“ и многих других.
Овим методама како би обезбедио нафтне деривате за ЈВуО користио се и Јован Мијатовић референт за течно гориво при Београдском окружном начелству. Преко адвоката Александра Алексијевића члана цивилне организације Команде Београд Мијатовић је прослеђивао бонове уз помоћ којих је набављано „погонско гориво“. Од септембра до новембра 1943. на овај начин ЈВУО је дошао до 390 литара бензина који је прослеђен капетану Чеди Милошевићу официру за везу штаба Авалског корпуса. Друга транша из овог канала од 600 литара бензина, 200 литара нафте и 20 литара моторног уља прослеђена је од априла до маја 1944. мајору Рељи Минцићу команданту Врачарске бригаде, Авалског корпуса. Поред Алексијевића овај канал користили су и други чланови београдске организације, те је у јулу према Мијатовићевим тврдњама Команда Београд преузела бонове за 1000 литара нафте.
Једну од највећих количина различитих делова одеће успео је да купи Петар Милићевић у јулу 1944. Набављено је 24.000 метара платна за одела и веш, 4000 метара поставе за одела, 2000 метара чоје, 1000 кошуља, 4000 пари чарапа и 224 пара цокула. Преко Централе за кожу набављане су и цокуле из фабрика. У августу Милићевић указује да су од предвиђених 1000 цокула добили само 200 и да су им фабриканти саопштили да немају материјала за више пари. Равногорци су интервенисали преко кабинета Управник града Београд Драгог Јовановића и добили обећање да ће им преостали део испоручити чим стигне материјал у фабрике.

Јединице ЈВуО уз помоћ београдске организације снадбевале су се индустријским производима попут писаћих машина, мастила, воска за печате, папира, гуме, дуван итд
У појединим случајевима током 1944. Милићевић се користио претњама и лукавством како би дошао до жељеног материјала. Један од примера је допис упућен индустријалцу Влади Теокаровићу који је између осталог био власник текстилне фабрике. У својству опуномоћеника Врховне команде ЈВуО за разне набавке „Анте“ му се обратио писменим путем 14. октобра 1944. следећим речима: „Према обавештењу на меродавном месту у Вашој фабрици имате око 40 000 мат. разних тканина и око 100.000 кгр. непрерађене вуне. Окупаторске власти донеле су одлуку да се сва роба из Ваше фабрике и прерађена и непрерађена има у што краће року однети за Немачку. Да би се то спречило, те да се роба сачува да остане код нас за будуће потребе нашег народа, шаљемо нашег човека који има налог да ову робу за коју постоји дозвола од Централе за текстил одмах подигне…[]…Осталу робу као и вуну подићи ће споразумно са Вама било или силом надлежна војна команда. Сматрам да је најбоље да се та операција изведе сагласно са Вама, као власником робе“
У једном тренутку Цивилна Команда Београда имала је ускладиштено и до 50 различитих батерија за радио апарате.Ова роба шверцована је и из НДХ, о чему сведочи Милићевићева порука Вучковићу да им шаљу пет батерија и да су сваку плаћали по 4000 куна.
Од људи који нису били повезани са београдском организацијом али су из овог града помагали ЈВуО најзначајнији је председник Главног земљорадничког савеза (ГЗС) Војислав Ђорђевић. Земљорадничка задруга имала мрежу од 259 продавница широм окупиране Србије што је равногорцима поред робе обезбедило и неометану дистрибуцију широм земље. Увећавајући фактуре Главног земљорадничког савеза на месечном нивоу у износу од 100.000 динара Ђорђевић је долазио до средстава којима је помагао ЈВуО. Поред новца помагао је ову организацију у различитом материјалу и преко мреже задруга снадбевао је на терену. У продавнице задруга које су биле удаљене од путне комуникације прослеђиване су опанке, шећер, маст, брашно, дуван и други материјала одакле су их равногорске јединице преузимале. Овај канал снадбевања ЈВУО радио је све до хапшења Ђорђевића у августу 1942.

### Проблеми
Равногорска организација је и на овом примеру показала једну од својих хроничних „обољења“- самовољу њених команданата. Чланова београдске организације учестало су упућивали примедбе Врховној команди на људе који без њиховог знања долазе у овај град и у име ЈВуО траже новац, одећу, обућу, храну итд. 
Своје људе Никола Калабић упућивао је и да „опорезују“ угледне Београђане. Од извозника Милутина Крстића курири Краљеве гарде захтевао је 2.000.000 динара. Када је Крстић одбио исплату уз образложење да је дао већ одређену суму новца београдској организацији и показао потврду као доказ, Калабићев представник изнео је низ увреда „на рачун“ равногораца који су деловали у овом граду. Случај је по Крстићевој жалби завршио пред правосудним органима ЈВуО.
На сличан начин поступали су и поједини војници мајора Драгутина Кесеровића команданта Расинско-Топличке групе корпуса. Команда Београд примила је притужбу 16. августа 1944. од неименованих сарадника да је Миомир Ружић интендантски поручник на служби у Жупи преузео 280 пари цокула и 90 пари опанака и није платио. Када му је затражен новац он је почео да маше пиштољем и прети „да ће им сасути свих седам метака у главу“. Након оваквог поступања ови трговци прекинули су сарадњу са ЈВуО.
По овом питању београдски равногорци нису имали само проблем са самовољом појединих команданта, појављивали су се и лица која су се у циљу прибављања материјалне добити лажно представљали као део ЈВУО.
Није био само проблем трговина са сарадницима покрета, курири ЈВуО који су из разних делова Србије долазили у Београд куповали су на црној берзи без обзира на цене и на тај начин поскупљивали производе. На овај проблем указао је Милићевић у августу 1944, о чему сведоче следећи редови: „Куповина на црној берзи је се нарочито много развила и услед тога што су курири дошли са разних страна у Београд па купују где шта стигну. Често пута и не воде о томе шта кошта, већ грабе само ако нађу". Александар Михајловић је такође сублимирао ове проблеме следећим речима: „Сви из унутрашњости навалили су ради снадбевања у Београд и захтевају од мене да им будем интендант. Ништа лакше од тога нема, обилазе свој терен и спроводе организацију, а када им је од спреме нешто потребно траже од Београда да им ја набавим. Што се тиче обуће и одела има индустрије и у Нишу, Лесковцу, Параћину и другим местима а не само овде […] И новац сви траже. Ваљда може корпус на својој територији наћи 5 до 10 људи, који би месечно давали 50.000 до 100.000 што је за издржавање корпуса за месец дана довољно. Овако се обраћају појединим газдама овде, па од онога који треба да да најмање 5 милиона, узму 50 до 100 хиљада. Када му ми тражимо он једноставно и са правом каже да је дао. Дакле, они ништа нарочито не добију, а нама покваре да им новац узмемо".

## Акције београдских равногораца

### Ненасилне акције и грађанска непослушност
У складу са стратегијом ЈВуО чији је важан сегмент био очување биолошког капацитета српског народа овај покрет отпора избегавао је да изводи акције које би као последицу имале стрељање великог броја њених припадника и других заточеника у логорима, а које су Немци примењивали од лета 1941.Михаиловићев штаб настојао је да пронађе одређене моделе отпора које са једне стране не би изазизивале репресалије, а са друге би манифестовале присуство овог покрет отпора окупатору и обичном грађанству. 
У склопу ове иницијативе Команда Београд добила је наредбу 26. априла 1942. да се „петог маја уочи Ђурђев дана да упале ватре на свим висовима маркантним“ у околини Београда како би се демонстрирало присуство ЈВуО окупатору и грађанима. Иста наредба упућена је и поводом рођендана краља Петра II Карађорђевића 6. септембра. Одавање почасти и подсећање на монарха али и показивање пркоса окупатору равногорци су покушали да манифестују и наредбом да „цео народ носи краљев монограм“, да га становници градова носе испод ревера, да се црта по „зидовима кућа и ограда“, као „реакција на Њемачко забрањивање ношења“. 
У овом духу је и наређење прослеђено у депеши од 19. септембра 1943 : „„У свим варошима предузмите мистериозне саботаже убацивањем смрдљивих бомби на све јавне прилазе. Удружите се са апотекарима. Узмите од њих прашкове за кијање, сузавце и сумпорводонике. На игранкама сврбеће прашкове. Упућујте претећа писма. Узнемиравајте телефоном непрестано немачка и петоколонашка надлештва. Стварати свуда страх и забуну али нагласити увек да је то Југословенска војска“
У новембру 1943. влада Милана Недића је донела наредбу да се сви мушкарци од 18 до 45 година пријаве Берзи рада како би се извршиле провере и они незапослени упутили на рад у Немачку. Омладинска организација донела је одлуку да се саботира ова наредба. Основни циљ био је да се београдској јавности демонстрира антиокупаторски став, али и провери одлучност самих чланова ЈУРАО. Према истом извору реакција омладинаца била је подељена, један део се пријавио, а други је поступио по наређењу. Идентична наредба издата је омладинцима и у марту 1944, поводом позива годишта 1921-1924 да се пријаве због одласка на рад у Борски рудник. Овом приликом сви чланови ЈУРАО поступили су по наређењу и нису се пријавили Берзи рада.

### Саботаже
Више инстанце наредиле су Команди Београд 9. августа 1942. да регрутује поуздане службенике на железници који би вршили саботаже. Инжењер Милутин Шпартаљ добио је директну наредбу од генерала Михаиловића 12. новембра 1942. да је „у саобраћају потребно да се изведу што веће сметње“. Према подацима немачке обавештајне службе све до хапшења Милутин Шпартаљ и Драгомир Томашевић организовали су и предводили групу која је вршила саботаже на железницама и индустријским погонима. Уз помоћ „шмиргл куглица“ сарадници наведених равногораца онеспособили су велики број вагона и локомотива. Иста средства коришћена су и приликом саботажа на авионским моторима који су се производили у фабрикама „Икарус“ и „Фабрика мотора Раковица“

### Пљачке Народне банке
Равногорска организација је током окупације одузела од Српске народне банке 1,2 милијарде динара. Равногорци су одузимали новац од курира и пљачкали филијале ове банке. Крајем 1943. равногорци су покушали лукавством да извуку новац из Народне банке. План је био да се уз помоћ службеника у банци фалсификује документација и добије кредит од 50.000.000 динара. Окупатор је открио целокупну акцију и ухапсио равногорске сараднике у овој установи.
Оперативни подаци немачке обавештајне службе сведоче да је ЈВуО у марту 1944. ступила у контакт са банкарским чиновником Драгомиром Гавриловићем који је обећао да ће обезбедити информације о трансферима новца из ове банке. У мају Команда Београд информисана је да ће Народна банка ускоро транспортовати новац из завода за израду новчаница у Нарoдну банку у Београду. Први човек београдске организације наредио је потпуковнику Љуби Михаиловићу „да са својим јединицама организује одузимање новца уз предају прописане признанице и новац предају Врховној команди“. Послат је допис Народној банци 17. јула 1944. у коме се наводи да ће новац бити одузет по наређењу Врховне команде ЈВуО и скренута „пажња чиновнику за спровод новца из завода за израду новчаница до Народне банке, да је наређено овој команди да сваки отпор спроводника новца угуши силом“. Према сведочењу Бранка Јовановића ову крађу извршили су чланови II корпуса на челу са потпоручник Радојлом Николићем и још четворицом лица за које пружа само надимке или презимена. У једној од депеша наводи се да је камион отет 17. јула и да је украдено 664.000.000 динара.

### Атентати
Тешко је утврдити када су формиране прве тројке задужене за ликвидацију непријатеља ЈВуО у Београду. У једној од депеша капетан Михајловић је информисан да су паралелно са београдском организацијом у овом граду успостављене тројке које би радиле на оваквим задацима.
Од стране Врховне команде београдска организација добила је „зелено светло“ у мају 1942. да „са ликвидирањем издајника може да се почне“. Нису сви припадници СДС гледали благонаклоно на рад равногорског покрета. Један од највећих непријатеља ове организације био је шеф обавештајног одсека СДС Ђорђе Ћосић. Упоредо са својим дужностима у СДС Ћосић је тајно радио и за немачку обавештајну службу. Основни задатак био му је да извештава о дешавањима унутар СДС и другим колаборационистичким установа. У јануару 1944. премештен је на рад у Одељење за државну заштиту МУП-а. Половином 1944. Ђосић прелази у СДК, где је постављен за шефа обавештајног одсека. Велики део Ћосићевог деловања одлазио је на праћење и откривање делатности и људи ЈВуО, посебно је био усмерен на откривању веза СДС и овог покрета отпора.
Први атентат на Ћосића извршен је у ноћи између 3. и 4. октобра 1943, али безуспешно. По наредби помоћника Команданта Београда, капетана Ивана Павловића, у новембру исте године организован је нови атентат на Ђосића. Помоћу лажних телефонских позива прво су утврдили да ли се Ћосић налази у стану, а затим и да дођу до њега најављујући некакав састанак . Међутим обазриви Ћосић, проникао је одмах ове покушаје те је позвао појачање у свој стан. Упркос чињеници што Ћосић није поверовао у причу, равногорци су послали атентатора на његова врата. Угледавши непознато лице које је изјавило да је дошло у контролу Ћосић није отварао, а његова супруга је почела кроз прозор да дозива помоћ. Непознати атентатор успео је да побегне пре него што су дошли немачки официри на позив Ћосићеве супруге. У августу 1944 када је прешао у СДК, равногорци су покишали поново напад на њега, сачекавши га ујутру у улазу зграде када је кренуо на посао. Ћосић је благовременом реакцијом успео једног да убије, другог да рани, док је трећи нападач побегао.
Равногорци су успели да убију пуковника Милоша Масаловића, члана кабинета Милана Недића, човека блиског организацији Збор и великог противника илегалне сарадње колаборационистичких органа и ЈВуО. Овај официр означен је као један од иницијатора убиства мајора Вучка Игњатовића. Према сведочанству Живка Топаловића, Масаловић је планирао и формирање једног терористичког одреда „коме би био циљ, да побије известан број важних људи у покрету демократског отпора, у првом реду, да уништи лично Дражу“.Само извођење атентата поверено је поручнику Мирославу Николићу који је образовао тројку и за ову акцију ангажовао поручника Радојла Николића и једног неименованог омладинца. Атентат је извршен на улици, док је Масаловић ишао на посао. На његово место Недић је именовао генерала Миодрага Дамјановића који је био један од људи са којим је генерал Михаиловић одржавао контакт, што додатно усложњава причу о позадини овог атентата.
Цветан Цека Ђорђевић, високи полицијски функционер у влади Милана Недића, често је био апосторофиран у равногорским извештајима у негативном контексту. Такође у једном извештају из 1942. се наводило да Ђорђевић има списак официра оданих ЈВуО и да намерава извесне репресалије. Све наведено кандидовало је овог полицијског службеника за „мету“ равногорских атентатора. Према исказу поручника Миодрага Стојановића, кључног човека за ликвидацију Цветана Ђорђевића, ово је било тешко извести у Београду јер се Ђорђевић кретао свуда колима и био добро чуван. Приликом бомбардовања Београда, Ђорђевић је отишао у вилу свог пријатеља под Авалом . Тројка је током ноћи дошла до виле, разоружала чувара који је спавао у колима и покушала да уђе у кућу представљајући се као полиција која је дошла да изврши контролу. С обзиром да Ђорђевићева жена није хтела да отвори врата, атентатори су кроз прозор опазили Ђорђевића и ликвидирали га рафалом из аутомата.
Након убистава Масаловића и Ђорђевића, завладала је одређена паника међу фукционерима колаборационистичке управе. Танасије Таса Динић је према немачким извештајима био толико нервно растројен да је захтевао да напусти окупирану Србију.  Жеља му је испуњена, те је уз немачку пратњу отишао у Карлове Вари на рехабилитацију. Такође предратни обавештајац Никола Губарев , након што је добио информацију да му се спрема ликвидација добро се крио, а затим отишао 1944. у Беч.
Равногорске тројке ликвидирале су неке припаднике КПЈ у Београду. др. Драгутин Свобода убијен је у свом стану на Вождовцу, о чему постоји и полицијски извештај.
Ликвидирано је и више цивилних лица са оптужбом да су потказивачи и  немачки доушници. 

## Планови за заузимање Београда и крај београдске организације
ЈВуО је развила план заузимања и успостављања власти у Београду, до које би дошло у случају промене стања немачких јединица на светским фронтовима. За тај план би била задужена Београдска Равногорска организација
Задаци оперативних и територијалних јединица у првој фази били би „заузимање и обезбеђење свих важних објеката по квартовима“ као што су електрична централа, водовод, железничка станица, пошта, телеграф и телефон. Људство које je попуњавало СДС и УГБ представљале су главне снаге које је требало да изведу ослобођење Београда. Према сведочењу Михајловића од прве половине 1942. он и његови људи настојали су да придобију стражаре и полицајце. Исти извори наводе да су у августу 1943. припадници СДС и ватрогасне службе били припремљени за почетак акције. По ослобођењу целокупну власт преузела би војно-полицијска управа, а сви делови београдске општине и друге организације важне за функционисање града морали су да наставе са редовним радом.
„Преузимање и организовање власти у Београду у моменту немачког слома“ представља наслов најдетаљнијег плана који је на ову тему израдио Цивилни штаб. У уводном делу анализирано је тренутно стање и капацитети УГБ да одржи безбедност, ред и мир у Београду. Констатовано је да је ова организација само формално спремна да испуни наведене задатке и да кључ безбедности престонице држе немачке јединице. Као главни проблем аутори овог елабората видели су у равнодушности великог дела запослених. Разматрана су два могућа сценарија преузимања власти у Београду. Самостално одступање или „одузимање власти“. Инфилтрираност београдске организације у све поре УГБ омогућавала је да се са лакоћом власт ове установе преузме, проблем су представљале окупационе власти које према ауторима овог документа нису могле бити савладане без спољне помоћи. По заузимању Београда било је неопходно успоставити нову власт која је морала да буде „силна и јака“ како би била оспособљена да гарантује мир и ред. Равногорци су били свесни да би по ослобођењу могло да дође до таласа насиља усмереног према оном делу становника Београда који су били део окупационог режима. Планирано је да се снагом власти спречи ова врста грађанске самоиницијативе. Било је замишљено да се успостави власт на темељима предратног уређења. Врховна полицијско-управна власт била би УГБ, а војска би имала ингеренције као и предратна Команда Београда. У кадровском погледу нова власт ослонила би се на службенике УГБ али након уклањања национално непоузданих и корумпираних. Оружана стража била би појачана са 1000 људи из јединица ЈВуО, а официрски кор из редова резервних жандармеријских подофицира и официра. О безбедности би се бринули и обични грађани организовани у одборима од 30-50 људи.
Решење које су равногорци донели како поступати са политичким затвореницима али и припадницима националних мањина чији су сународници били део окупационог режима је било : Равногорске присталице је требало одмах пустити, док би припадници комунистичког покрета отпора били би изведени пред комисију која би их испитивала и одлучивала о њиховој даљој судбини. Како би предупредили општи неред проузрокован нападима Београђана на њихове суграђане немачког, мађарског и руског порекла било је предвиђено да се припадници ових нација „ставе у логоре као што је то учињено за време окупације са Јеврејима“.
Од маја 1944. водство ЈВуО интензивирало је припреме за спровођење оваквих планова надајући се да ће се окупатор повући. На састанку одржаном 6. маја 1944. Штаб бр. 2 наредио је свим командантима корпуса да се сви квартови који нису били део ЈВуО заједно са старешинама укључе у ову организацију, да се изврше „све војничке и техничке припреме, за евентуално ослобођење Београда“ и преузимање власти и да се обезбеде неопходне војне ефективе које би извршиле затварање свих прилаза Београду. Све тачке ове наредбе морале су да се изведу до 15. јуна.
Последњи план за заузимање Београда који је стигао на „ радни сто“ Михајловића 29. септембра 1944. потписан од стране команданта, делегата и чланова разних омладинских штабова прворазредно је сведочанство, у којој мери је одсуствовала реалност за тренутну политичку и војну констелацију ствари на територији окупиране Југославије код најмлађих чланова ЈВуО. У првом делу указује се на тежак положај у коме се налазила Равногорска омладинска организација, констатују да је изгубљена велика територија, да се оружана борба води неадекватном и недовољном војном опремом, да је савезничка и емигрантска пропаганда окренула леђа овој организацији итд. Упркос свему наведеном омладинци су предлагали Михајловићу „напад и заузимање града“ чијим ослобођењем би се ЈВуО „рехабилитовао пред савезничком јавности и савезничким владама“ и, с друге стране,“ добио материјалну и моралну помоћ од савезничких влада и обезбедио оружје и муницију. Војно-политичке околности крајем септембра и почетком октобра у окупираној Југославији нису пружале никакву шансу за реализацију анализираних планова и тежњи равногораца да успостави своју власт у Београду. Београдска група корпуса повукала се заједно са Авалским корпусом у септембру 1944. у правцу Старе Рашке. Према сведочењу потпоручника Радомира Милошевића ова група је бројала 2800 људи. У граду је остао као командант Михајловићев заменик капетан Иван Павловић и група официра одређених да преузму даље руковођење организацијом. Немачка полиција ухапсила је 4. октобра целокупан Штаб бр. 2 и транспортовала га у Беч чиме је фунционисање ЈВуО под окупацијом у Београду престало. Након одбијања виших инстанци да усвоје планова које је ЈУРАО предложио, омладинско руководство донело је одлуку крајем септембра 1944. да распусти своју чету и разреши њене припаднике обавезе поштовања наредби Врховне Команде. Од тог тренутка сваки омладинац одлучивао је самостално у коме ће правцу даље.
20.октобра 1944. град су, након тешких борби у Београдској операцији ослободиле јединице Црвене армије и Народно ослободилачке војске Југославије.